# やい、とかげ
やい、とかげは作家舟崎靖子の作品。作画は渡辺洋二。
「絵本にっぽん賞」受賞作品。教育出版の小学4年生の国語教科書に掲載されている（過去には日本書籍の小学4年生の国語教科書にも掲載されていた）。

## あらすじ
自転車をなくした僕は、とかげに出会う。そこでポケットにあったろう石をとかげのいる石に投げ、命中させた。そこまでは良かったのだがそのろう石がバウンドしてとかげにあたったのだ。そして、とかげの尻尾が取れたのだ。
1ヵ月後僕の自転車が帰ってきた。のぶちゃんを待っていると、とかげがいた。とかげは尻尾がはえていた。そして、「みろよ。」とばかりに、生えたての尻尾を僕の前に投げ出した。